# Котопакси
 Тази статия е за вулкана в Еквадор.  За провинцията вижте Котопакси (провинция).  
Котопакси (на испански: Cotopaxi, Колопахи) е стратовулкан в Андите, разположен на около 75 km южно от Кито, в Националния парк „Котопакси“, Еквадор, Южна Америка. Той е вторият по големина вулкан в страната, достигащ на височина 5897 m и е един от най-активните на Земята.
Конусът на Котопакси има почти симетрична форма, ясно очертана на височина около 3800 m, с широчина при основата около 23 km. На височина 5000 m, снежните и ледени слоеве по повърхността му образуват един от малкото екваториални глетчери в света. Върхът е ясно видим на хоризонта на Кито – огромен и бял. Котопакси е част от веригата вулкани около тихоокеанската тектонична плоча, известна като Тихоокеански огнен кръг

## Вулканична дейност
Размерът на кратера е 550×800 m, а дълбочината– 450 m.
Котопакси е един от най-високите активни вулкани в света. Систематичното наблюдение на активността на вулкана започва след 1534 г., когато мощно изригване застрашава местното население и поставя край на войната между инките и испанците.
От началото на 1738 г. Котопакси изригва около 50 пъти, като сред най-бурните изригвания са тези през 1744, 1768 и 1877 г.
През юни 1877 г. огромни количества лава се стичат на юг и разрушават почти изцяло намиращия се на 40 km от вулкана град Латакунга. Изригващите пирокластични потоци се спускат от всички страни на кратера, а вулканичният лахар (смес от вода и вулканична пепел) преминава разстояние повече от 100 km по посока на Тихия океан и на запад достига до долината на река Амазонка.
Значителни изригвания се наблюдават през 1903 г. и 1904 г., слаби – през 1942 г. и 1975 г., когато вулканът избухва за последен път. В най-скорошните случаи на активизация се наблюдава нарастване на серните емисии и топене на леда по вътрешността на кратера и по южната страна на вулканичния конус.
Основната опасност при избухване на Котопакси е възможността от взрив, породен от срещата между горещата лава и студения глетчерен лед. Експлозията е в състояние да унищожи селата в долината на вулкана, както и предградието на град Кито. Разположеният на юг град Латакунга, разрушаван от вулкана през 1744 г., 1768 г. и 1877 г., също ще бъде сериозно засегнат.

## Експедиции
Първият успешен опит за изкачване на вулкана Котопакси е извършен през 1872 г. от немския геолог Вилхелм Райс и неговия еквадорски водач Анхел Ескобар, а първият екип, слязъл в кратера му, е от полски и чешки алпинисти през 1972 г. Оттогава Котопакси е покоряван многократно, тъй като вулканът е един от най-лесните за изкачване от своя тип.